# La femme est l'avenir de l'homme (chanson)
La femme est l'avenir de l'homme est une chanson interprétée par Jean Ferrat extraite de l'album La femme est l'avenir de l'homme.

## Thématique
Il s'agit d'une chanson féministe notamment inspirée de la citation de Louis Aragon : « L'avenir de l'homme, c'est la femme », dans son recueil Le Fou d'Elsa, publié en 1963.